# Kvinta
Kvinta (lat.) je interval od pet stupnjeva na glazbenoj ljestvici. Ovisno o razmaku između tonova postoje tri vrste kvinta: smanjena, čista i povećana.
Čista kvinta (č.5) - razlika u visini je sedam polutonova, odnosno tri i pol tona. Sastavni je dio durskog i povećanog kvintakorda.
Smanjena kvinta (sm.5) - razlika u visini je tri cijela tona. Zvuči jednako kao povećana kvarta, ali se piše drugačije. Nastaje kad gornji ton čiste kvinte ili donji ton čiste kvinte snizimo za jedan poluton. Sastavni je dio smanjenog kvintakorda.
Povećana kvinta (pov.5) - razlika u visini je četiri tona. Nastaje kad gornji ton čiste kvinte ili donji ton čiste kvinte povisimo za jedan poluton. Sastavni je dio povećanog kvintakorda.